# Campeonato Mundial de Ciclismo em Estrada de 2021
O LXXXVIII Campeonato Mundial de Ciclismo em Estrada realizar-se-á na região de Flandres (Bélgica) no ano de 2021, baixo a organização da União Ciclista Internacional (UCI) e a União Ciclista Belga.
O campeonato constará de corridas nas especialidades de contrarrelógio e de rota, nas divisões elite masculino, elite feminino, masculino sub-23, júnior masculino e júnior feminino. Ao todo outorgar-se-ão onze títulos de campeão mundial, sete na categoria absoluta e quatro na categoria juvenil.